# Parque Nacional Kruger
O Parque Nacional Kruger é a maior área protegida de fauna bravia da África do Sul, cobrindo cerca de 20 000 km2. Está localizado no nordeste do país, nas províncias de Mpumalanga e Limpopo e fazendo fronteira com os distritos moçambicanos de Moamba e Magude, na província de Maputo e Massingir e Chicualacuala na de Gaza. Tem uma extensão de cerca de 350 km de norte a sul e 60 km de leste a oeste.

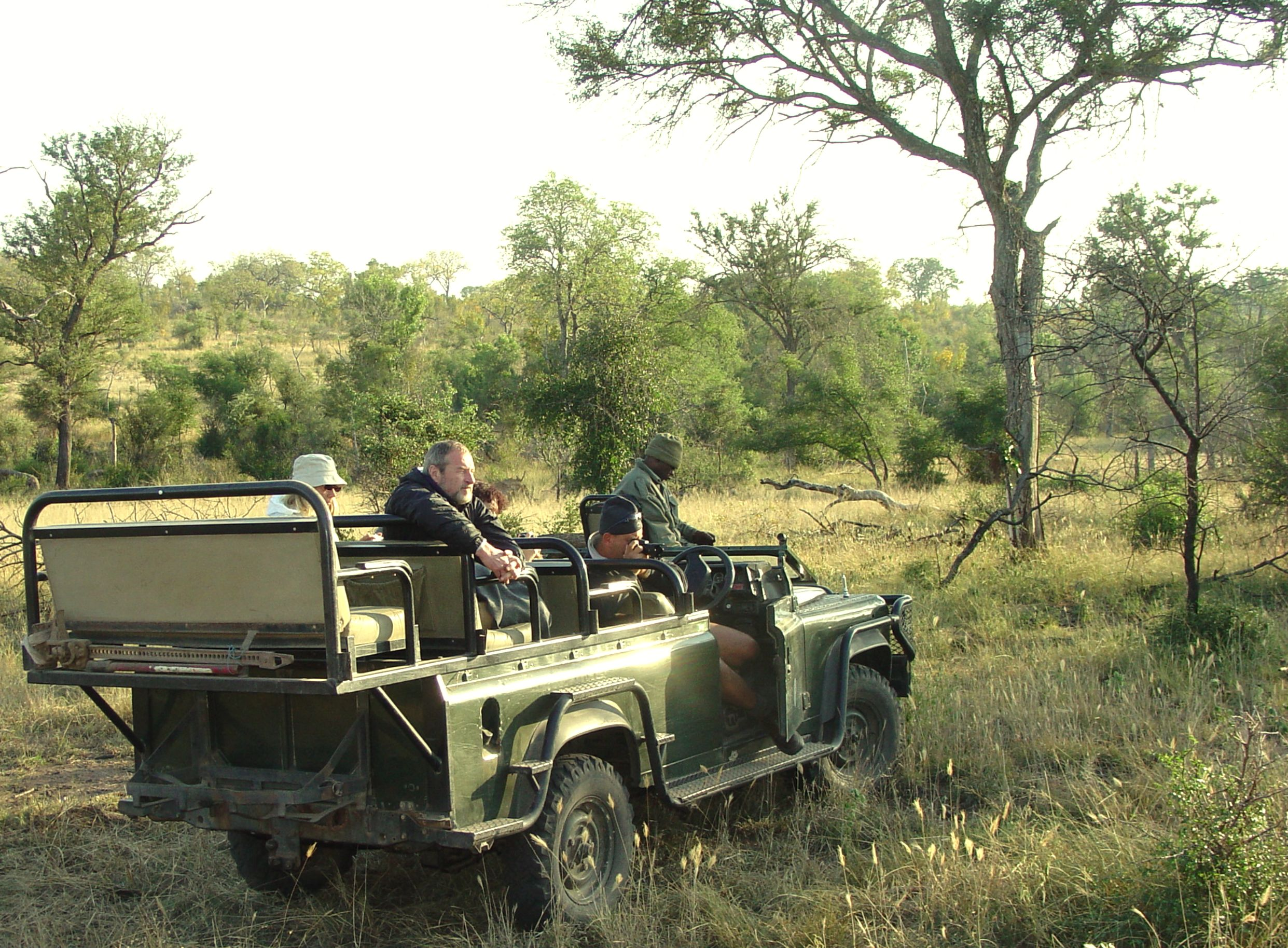
Safári de observação da vida selvagem, Sabi-sabi game reserve, Província do Limpopo, África do Sul.

Juntamente com o Parque Nacional do Limpopo, em Moçambique, e com o Parque Nacional Gonarezhou, no Zimbabwe, forma o Parque Transfronteiriço do Grande Limpopo. Os parques nacionais africanos, nas regiões da savana africana são importantes pelo turismo com safári de observação e fotográfico, ao contrário de antigamente onde havia a caçada de animais selvagens.
O Parque Nacional Kruger faz parte da Reserva da Biosfera Kruger-Canyons.

## História
O seu nome foi dado em homenagem a Stephanus Johannes Paul Kruger, último presidente da República Sul-Africana bôere. Foi criado em 31 de Maio de 1926.